# Alfred Meiche
Alfred Louis Meiche (24. listopadu 1870 Sebnitz – 25. května 1947 tamtéž) byl německý historik, vlastivědec a lingvista.

## Život a dílo

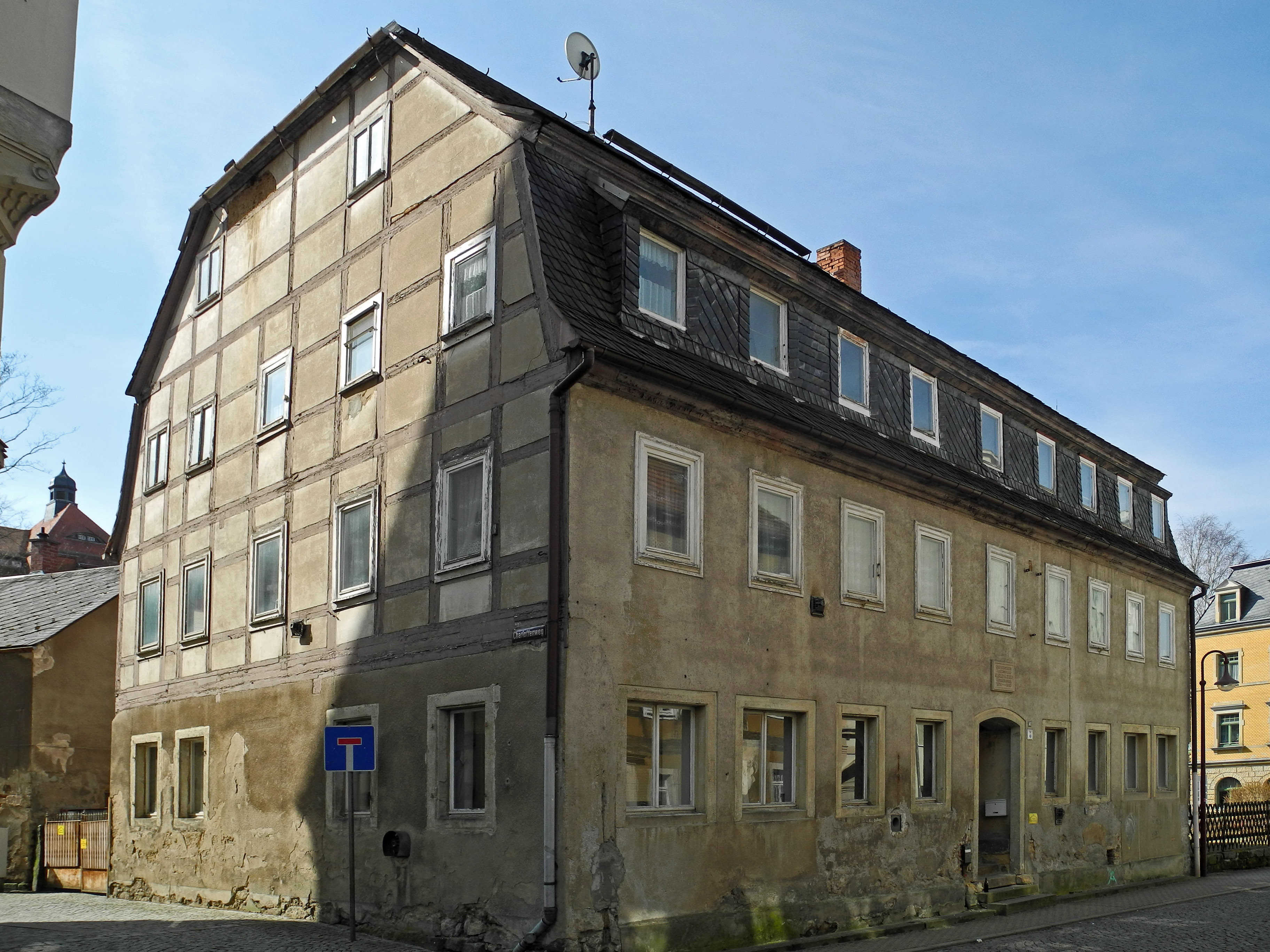
Meicheho rodný dům v Sebnitz, Lange Straße 12

Na základě vlastního výzkumu Alfreda Meicheho je známo, že jeho rodina pochází ze vsi Meucha v durynském Altenbursku, z jejíhož názvu je odvozeno příjmení. Meicheho dědeček Gottlieb August Meiche byl řemeslník a pouťový kejklíř. Meicheho otec Louis Meiche (1838–1907) se stal po svatbě v roce 1869 výrobcem umělých květin v Sebnitz. Se svou manželkou Augustou, rozenou Wehnerovou (1839–1926) se seznámil v roce 1866 v hostinci Stiller Fritz. Alfred Meiche byl jejich jediným dítětem.
Alfred Meiche se narodil 24. listopadu 1870 v Sebnitz v domě na adrese Lange Straße 12. Navštěvoval městskou školu v Sebnitz a následně pokračoval v letech 1885 až 1892 na Anenské škole v Drážďanech. Poté studoval moderní jazyky, němčinu a historii na univerzitách v Lipsku, Mnichově a Heidelbergu. V Lipsku získal roku 1898 doktorát za studii o dialektu církevní obce Sebnitz.
Od roku 1899 působil jako soukromý učitel v Drážďanech. V této době se stal členem četných vědeckých společností a spolků a redaktorem časopisu Über Berg und Thal, vydávaným Horským spolkem Saského Švýcarska, díky čemuž rozvinul plodnou vědeckou činnost. Věnoval se především kulturním a regionálním dějinám Saska, zejména Saského Švýcarska, Horní Lužice a jeho rodného města Sebnitz. Meiche byl spoluzakladatelem Zemského spolku saské ochrany vlasti a působil též ve Spolku pro saský folklór, Drážďanském historickém spolku a Hornolužické společnosti věd.
V letech 1905 až 1935 vedl Alfred Meiche z pověření Královské saské komise pro dějiny práci na Historickém místopisu pro Saské království. Za jeho úsilí o založení odborné školy pro vzdělávání v oboru výroby umělých květin v Sebnitz mu saský král Fridrich August III. udělil roku 1909 titul profesora.

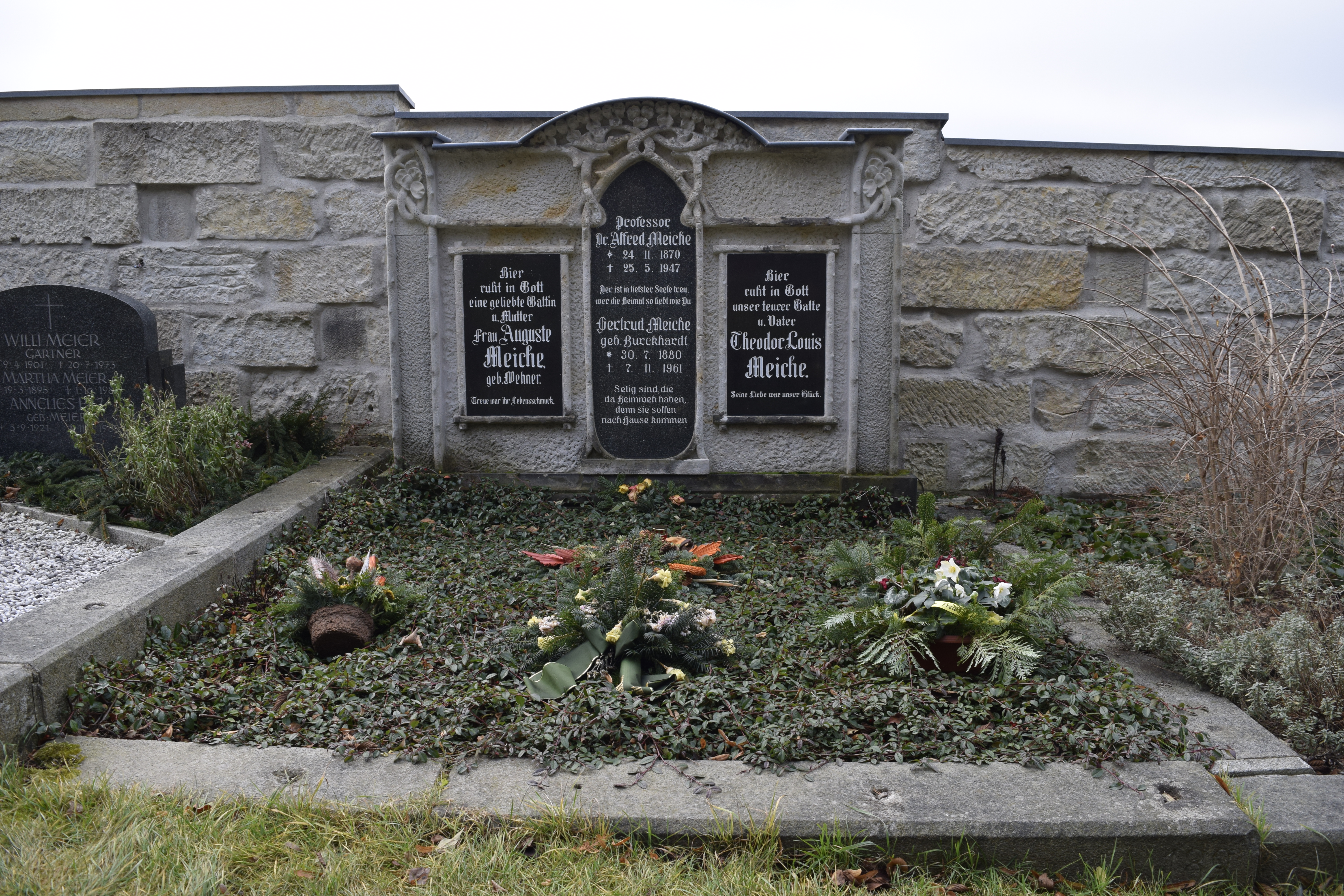
Hrob Alfreda Meicheho na sebnitzském městském hřbitově

Alfred Meiche během krize a inflace, následující po první světové válce, ztratil většinu svého majetku a zůstal bez stálého zaměstnání, čímž se s rodinou ocitl v existenční nouzi. Od roku 1933 žil s rodinou opět v Sebnitz, kde zakoupil vilu na adrese Feldweg 1. V období nacistického režimu byly výsledky jeho německo-slovanských výzkumů z politických důvodů potlačovány. Již v roce 1928 nazval německý pedagog a spisovatel Otto Eduard Schmidt Meicheho výzkum „slavjanofilskými triky“ a „spíše nebezpečnými domněnkami“. Je příznačné, že Schmidt v roce 1939 stal čestným členem nově založené Saské historické komise, naproti tomu Meiche byl jmenován pouze jako podpůrný člen.
Ze Sebnitz do Hinterhermsdorfu byla na Meicheho počest v roce 1938 z popudu Horského spolku pro Sasko-české Švýcarsko vyznačena turistická stezka Dr.-Alfred-Meiche-Weg. V roce 1946 obdržel Meiche od města Sebnitz čestné občanství. Jméno místního badatele nese od roku 1987 také Muzeum umělých květin a vlastivědné muzeum v Sebnitz umístěné na adrese Hertigswalder Straße 12, které vzešlo z městské sbírky starožitností a které bylo založeno v roce 1909 z jeho iniciativy.
Alfred Meiche zemřel 25. května 1947 ve svém rodném městě ve věku 76 let. S manželkou Gertrud, rozenou Burckhardtovou (1880-1961) měl tři dcery.

## Vědecký odkaz
Sbírka Meicheho poznámek, obsahující asi 100 000 úryvků z důležitých dokumentů a knih, je v současnosti uložena v Hlavním státním archivu v Drážďanech. V duchu svých lipských univerzitních učitelů Karla Lamprechta a Eduarda Sieverse prosazoval Meiche zasazení regionálních historických událostí a vývoje do obecných historických souvislostí. Z jeho pohledu musely dějiny, folkloristika a lingvistické bádání zůstat ve vzájemném stálém vztahu, pokud měly vést k vědecky nezpochybnitelným závěrům. Výzkumem významu jmen míst, zeměpisných názvů a příjmení a studiem německo-slovanských kulturních vztahů ve středověku obohatil Meiche znalosti o historii osídlení Saska.
Knihou Sagenbuch des Königreichs Sachsen Meiche představil odbornému světu vědecky strukturovanou a vybranou sbírku saských pověstí a zároveň díky pomoci lužickosrbského učence Jurije Pilka představil pokladnici pověstí Lužických Srbů. Ve své hlavní práci Historisch-topographische Beschreibung der Amtshauptmannschaft Pirna využil materiály z Historického místopisu pro oblast regionu, který zhruba pokrýval oblast Saského Švýcarska. Kniha posloužila jako vzor pro podobná díla v jiných německých regionech.
Ostatní části jeho pozůstalosti, např. rukopisy, dopisy, fotografie a dokumenty jsou uloženy v Muzeu umělých květin a vlastivědném muzeu Prof. Alfreda Meicheho v Sebnitz.

## Dílo
- Sagenbuch der Sächsischen Schweiz. Leipzig 1894.
- Sebnitzer Feuerchronik. Sebnitz 1894.
- Der Dialect der Kirchfahrt Sebnitz. Halle/Saale 1898.
- Sagenbuch des Königreichs Sachsen. Leipzig 1903 (Leipzig 1985).
- Die Burgen und vorgeschichtlichen Wohnstätten der Sächsischen Schweiz. Dresden 1907 (Sebnitz 2000).
- Die Anfänge der Kunstblumenindustrie in Dresden, Leipzig, Berlin und Sebnitz. Meinhold, Dresden 1908.
- Die Oberlausitzer Grenzurkunde vom Jahre 1241 und die Burgwarde Ostrusna, Trebista und Godobi. In: Neues Lausitzisches Magazin (NLM), Svazek 84, Görlitz 1908, s. 141–251.
- Das Flurbild von Sebnitz in der Sächsischen Schweiz. Crimmitschau 1925 (Sebnitz 1993).
- 1900-1925 , Festschrift des Schul- und Heimatfestes zu Sürßen anläßlich des 25 jährigen Jubiläums der Schulweihe 19. Juli 1925 (Innentitel: Beiträge zur Geschichte der im Schulverband Sürßen zusammengeschlossenen Ortschaften). Pirna, 1925.
- Historisch-topographische Beschreibung der Amtshauptmannschaft Pirna. Dresden 1927 (Sebnitz 1991).
- Ein Mühlenbuch – Von Mühlen und Müllern im Arbeitsgebiet des Gebirgsvereins für die Sächsische Schweiz. Dresden 1927.
- Sagenbuch der Sächsischen Schweiz und ihrer Randgebiete. Dresden 1929 (Berlin 1991).